# Jana Rázlová
Jana Rázlová (* 15. listopadu 1974 Liberec) je bývalá česká běžkyně na lyžích, která závodila v letech 1993–1997.
Startovala na ZOH 1994, kde se nejlépe umístila na 42. místě v závodu na 30 km klasicky; v dalších startech se skončila v šesté desítce. Zúčastnila se také juniorského světového šampionátu v roce 1994.